# Stephen Allen
Stephen Allen (2 de julio de 1767 - 28 de julio de 1852) fue el alcalde de Nueva York por tres períodos desde diciembre de 1821 hasta 1824.
Bajo la nueva constitución el alcalde era elegido por el Concejo Común, a diferencia del gobernador, por lo que Allen fue el primer alcalde electo.
En febrero de 1824 Allen declinó ser director de la New York and Sharon Canal Company.
Allen vivió en Washington Square North hasta 1835.
Murió en el desastre del buque de vapor de Henry Clay el 28 de julio de 1852 en Riverdale (Bronx) y está enterrado en el New York City Marble Cemetery.